# Manica (araldica)
In araldica la manica compare frequentemente solo nell'araldica francese e in quella inglese, mentre è molto più rara in quella italiana.
Rappresenta una manica staccabile di un abito femminile con un ampio polsino pendulo, come era di moda tra il XIII e il XIV secolo. Nel Medioevo, era consuetudine per le dame donare le maniche come segno di favore per i cavalieri da indossare durante i tornei. Così, una manica nel blasone simboleggiava che il cavaliere era popolare tra le donne, o poteva essere un omaggio alla propria moglie.
In alternativa può essere un'arma parlante, come nel caso delle famiglie inglesi Mohun e Mansel.

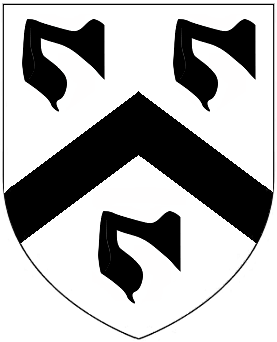
D'argento, allo scaglione di nero, accompagnato da tre maniche dello stesso (famiglia Mansel)
Di rosso, alla manica di armellino, con la mano al naturale, tenente un giglio d'oro (famiglia Mohun di Mohun's Ottery, Luppitt, Devon)
D'oro, alla manica di rosso (Barone Hastings)
Una penna d'oca tra due maniche di nero nello stemma di Sir James Monteith Grant (1903–1981)

Nell'araldica francese può essere indicata come manica maltagliata (maltaillé) per distinguerla dalla manica ordinaria.

## Traduzioni
- Francese: manche
- Inglese: maunch